# 誰跟你魔法少女，我是○○××
《誰跟你魔法少女，我是○○××》為希萌創意旗下的人氣角色「絢櫻」、「艾兒」、「瑪姬」等人擔綱主角，由漫畫家楊基政繪製之漫畫作品。故事以東港黑鮪魚文化觀光季虛擬代言人「初夏的東港之櫻」（絢櫻）的自我探討為主旨。

## 故事概要
故事是圍繞在一個叫港東的虛擬城市(以屏東縣東港鎮為原型)，敘述著「絢櫻」、「艾兒」、「瑪姬」三個人的故事，其他希萌旗下角色也會登場客串。

## 角色
絢櫻
本故事第一主角，又稱『粉紅小可愛』，實體靈，沒有生在海裡的記憶，就讀港東高中。
沿襲了原作小說的部分設定。
為了成為人類，不斷的殺害靈體。
與艾兒、小瑪不合，三人常常晚上打架，但是每次打架都破壞到居民的房子。
在一次打架中，因為被強制關閉了結界，反而暴露身分，還被要求索償，最後和解。
與小瑪不合的原因卻是因為小瑪認為絢櫻為了變成人類殺害靈體，不適合待在人類世界。
因為跟TUNA很像，目前請TUNA幫忙當她的替身。
經過TUNA幫助後，中期三人感情越來越好。
身旁還有一隻『晶瑩』的櫻花蝦使魔。
小瑪(瑪姬)
本故事第二主角，又稱『超級修女』，但對絢櫻認為只是個『笨修女』。
沿襲了原作小說的部分設定。
與艾兒、絢櫻不合，三人常常晚上打架，但是每次打架都破壞到居民的房子。
在一次打架中，因為被強制關閉了結界，反而暴露身分，還被要求索償，最後和解。
不喜歡喝咖啡，誤把TUNA當成絢櫻(其實是絢櫻請TUNA幫忙當她的替身)
經過TUNA幫助後，中期三人感情越來越好。
但是在一次表演時打壞電燈，差點砸傷觀眾，自責而失蹤。
後來TUNA也來到教堂碰到了教堂的修女與小瑪的父親，也敘述了小瑪為什麼會想要當修女的原因...
艾兒
本故事第三主角，又稱『空氣人』。
沿襲了原作小說的部分設定。
中立派，因為三人常常晚上打架，導致她晚上無法好好睡覺，而且每次打架都破壞到居民的房子。
在一次打架中，為了解決其中一人，眼看小瑪將要被捲入黑洞裡時，結果被強制關閉了結界，反而暴露身分，還被要求索償，最後和解。
有一段在日治時期的傷心事，後來難過的路邊哭泣，還被絢櫻用橡皮擦惡整。
穗姬
本故事第四主角，29集登場，艾兒創造出來的實體靈。
TUNA
黑鮪魚，早餐店老闆娘撿到的女生，也是實體靈，視她為親生女兒。
在咖啡店打工。
目前是絢櫻的替身來應付小瑪。
幫助三人維持愉快的關係。
雖然也是實體靈，但是自己沒有收集靈體。
也是本故事的觀察角色。
早餐店老闆娘
TUNA的媽媽(因為是撿到的)，也很照顧絢櫻。
第三集去世，也使得打擊了TUNA的信心。
咖啡店老闆
TUNA打工地方的老闆。
黑羽
『爆走迴遊團』一員，表面上反派，但其實是為了把絢櫻三人引到SIMON指定的地方。
花紗
『爆走迴遊團』一員，表面上反派，但其實是為了把絢櫻三人引到SIMON指定的地方。
過貓
原作小說『迷路小瑪在萬金1』的角色，沒有沿襲任何設定。
是黑羽撿回的貓，只在黑羽的記憶中登場，後來把自己的願望告訴黑羽後消失。
SIMON
『希萌創意』，也是三人的經紀人，其中I先生為港東市的政府人員，負責三人的和解部分。
也是指派『爆走迴遊團』把絢櫻三人引到SIMON指定的地方的人。
不希望絢櫻喊出『希萌創意』，反而希望她叫他們『爸爸』、『媽媽』!

## 單行本
| 集數 | 東立出版社， Chattochatto | 東立出版社， Chattochatto | 東立出版社， Chattochatto                                 | 東立出版社， Chattochatto                                         |
| 集數 | 發售日期                  | 話數                      | 標題                                                      | EAN                                                               |
| ---- | ------------------------- | ------------------------- | --------------------------------------------------------- | ----------------------------------------------------------------- |
| 1    | 2017年2月3日              | 第１尾                    | 誰跟你魔法少女，我是○○××                                  | EAN 471094554999-6（首刷附錄版） EAN 471094555539-3（二刷附錄版） |
| 1    | 2017年2月3日              | 第２尾                    | 誰跟你魔法少女，我只是想過平靜日常的普通女高中生          | EAN 471094554999-6（首刷附錄版） EAN 471094555539-3（二刷附錄版） |
| 1    | 2017年2月3日              | 第３尾                    | 誰跟你魔法少女，她是無辜受害的早餐店大姊                  | EAN 471094554999-6（首刷附錄版） EAN 471094555539-3（二刷附錄版） |
| 1    | 2017年2月3日              | 第４尾                    | 誰跟你魔法少女，這裡的熱帶低氣壓看起來很火                | EAN 471094554999-6（首刷附錄版） EAN 471094555539-3（二刷附錄版） |
| 1    | 2017年2月3日              | 第５尾                    | 誰跟你魔法少女，現在不是說這個的時候啊啊啊～              | EAN 471094554999-6（首刷附錄版） EAN 471094555539-3（二刷附錄版） |
| 1    | 2017年2月3日              | 番外尾                    | 你的願望是…？                                             | EAN 471094554999-6（首刷附錄版） EAN 471094555539-3（二刷附錄版） |
| 1    | 2019年11月22日            | Tome 1                    | Don’t Call Me Magical Girl, I’m OOXX                      | ISBN 978-2490453047                                               |
| 2    | 2017年12月13日            | 第６尾                    | 誰跟你魔法少女，你…你覺得這看起來像魔法少女嗎!?           | EAN 471094555380-1（首刷附錄版）                                  |
| 2    | 2017年12月13日            | 第７尾                    | 誰跟你魔法少女，漫長的戰鬥終於結束了，感謝…咦？還沒完嗎？ | EAN 471094555380-1（首刷附錄版）                                  |
| 2    | 2017年12月13日            | 第８尾                    | 誰跟你魔法少女，等等…所以說就是你們這一群在亂呀！         | EAN 471094555380-1（首刷附錄版）                                  |
| 2    | 2017年12月13日            | 第９尾                    | 誰跟你魔法少女，我是偶像！是·偶·像!!                      | EAN 471094555380-1（首刷附錄版）                                  |
| 2    | 2017年12月13日            | 第１０尾                  | 誰跟你魔法少女，我是AIR！不是空氣人！                     | EAN 471094555380-1（首刷附錄版）                                  |
| 2    | 2017年12月13日            | 第１１尾                  | 誰跟你魔法少女，我是艾兒，還記得嗎？                      | EAN 471094555380-1（首刷附錄版）                                  |
| 2    | 2017年12月13日            | 第１２尾                  | 誰跟你魔法少女，我是超級修女喔喔喔喔喔喔!!                | EAN 471094555380-1（首刷附錄版）                                  |
| 2    | 2017年12月13日            | 第１３尾                  | 誰跟你魔法少女，聽我說話吧！喔喔喔!!                      | EAN 471094555380-1（首刷附錄版）                                  |
| 2    | 2020年1月30日             | Tome 2                    | Don'T Call Me Magical Girl, I’m OOXX                      | ISBN 978-2490453085                                               |
| 3    | 2018年10月29日            | 第１４尾                  | 誰跟你魔法少女，我們之間沒有羈絆也沒有連結喔～            | EAN 471094555756-4（首刷附錄版）                                  |
| 3    | 2018年10月29日            | 第１５尾                  | 誰跟你魔法少女，傳達的到還是傳達不到是自己決定的喔！      | EAN 471094555756-4（首刷附錄版）                                  |
| 3    | 2018年10月29日            | 第１６尾                  | 誰跟你魔法少女，跟過去比起來現在才是最重要的喔！          | EAN 471094555756-4（首刷附錄版）                                  |
| 3    | 2018年10月29日            | 第１７尾                  | 誰跟你魔法少女，現在就好好享受當下吧！                    | EAN 471094555756-4（首刷附錄版）                                  |
| 3    | 2018年10月29日            | 第１８尾                  | 誰跟你魔法少女，享受完後就做出改變吧！                    | EAN 471094555756-4（首刷附錄版）                                  |
| 3    | 2018年10月29日            | 第１９尾                  | 誰跟你魔法少女，改變就是自己做出選擇喔！                  | EAN 471094555756-4（首刷附錄版）                                  |
| 3    | 2018年10月29日            | 第２０尾                  | 誰跟你魔法少女，我認識的你不是真正的你？                  | EAN 471094555756-4（首刷附錄版）                                  |
| 3    | 2018年10月29日            | 第２１尾                  | 誰跟你魔法少女，自私的人，只會說任性的話                  | EAN 471094555756-4（首刷附錄版）                                  |
| 3    | 2020年7月10日             | Tome 3                    | Don'T Call Me Magical Girl, I’m OOXX                      | ISBN 978-2490453115                                               |
| 4    | 2019年7月8日              | 第２２尾                  | 誰跟你魔法少女，結束就是開始                              | EAN 471094556007-6（首刷附錄版）                                  |
| 4    | 2019年7月8日              | 番外尾                    | 痕跡不會留下，而我…                                       | EAN 471094556007-6（首刷附錄版）                                  |
| 4    | 2019年7月8日              | 第２３尾                  |                                                           | EAN 471094556007-6（首刷附錄版）                                  |
| 4    | 2019年7月8日              | 第２４尾                  | 誰跟你魔法少女，我是MAGI                                  | EAN 471094556007-6（首刷附錄版）                                  |
| 4    | 2019年7月8日              | 第２５尾                  | 誰跟你魔法少女，不管是過去、未來，謝謝妳                  | EAN 471094556007-6（首刷附錄版）                                  |
| 4    | 2019年7月8日              | 第２６尾                  | 誰跟你魔法少女，最後，來個完美的結束吧！                  | EAN 471094556007-6（首刷附錄版）                                  |
| 4    | 2019年7月8日              | 第２７尾                  | 誰跟你魔法少女，還有很多話想跟她說                        | EAN 471094556007-6（首刷附錄版）                                  |
| 4    | 202X年OO月XX日            | Tome 4                    | Don'T Call Me Magical Girl, I’m OOXX                      | ISBN                                                              |
| 5    | 2020年4月8日              | 第２８尾                  | 誰跟你魔法少女，我的願望實現了                            | EAN 471060104197-0（首刷附錄版）                                  |
| 5    | 2020年4月8日              | 第２９尾                  | 誰跟你魔法少女，迷途的小瑪                                | EAN 471060104197-0（首刷附錄版）                                  |
| 5    | 2020年4月8日              | 第３０尾                  | 誰跟你魔法少女，為你訴說的世界                            | EAN 471060104197-0（首刷附錄版）                                  |
| 5    | 2020年4月8日              | 第３１尾                  | 誰跟你魔法少女，為你獻上祝福                              | EAN 471060104197-0（首刷附錄版）                                  |
| 5    | 2020年4月8日              | 第３２尾                  | 誰跟你魔法少女，雨與貓與回憶                              | EAN 471060104197-0（首刷附錄版）                                  |
| 5    | 2020年4月8日              | 第３３尾                  | 誰跟你魔法少女，家與我與回憶                              | EAN 471060104197-0（首刷附錄版）                                  |
| 5    | 202X年OO月XX日            | Tome 5                    | Don'T Call Me Magical Girl, I’m OOXX                      | ISBN                                                              |
| 6    | 2020年7月30日             | 第３４尾                  | 誰跟你魔法少女，為了他人許願                              | EAN 471060104249-6 （首刷附錄版）                                 |
| 6    | 2020年7月30日             | 第３５尾                  | 誰跟你魔法少女，到另一邊再見                              | EAN 471060104249-6 （首刷附錄版）                                 |
| 6    | 2020年7月30日             | 第３６尾                  | 誰跟你魔法少女，善意不只是善意                            | EAN 471060104249-6 （首刷附錄版）                                 |
| 6    | 2020年7月30日             | 第３７尾                  | 誰跟你魔法少女，因為你，我才能成為現在的自己              | EAN 471060104249-6 （首刷附錄版）                                 |
| 6    | 2020年7月30日             | 第３８尾                  | 誰跟你魔法少女，致我最愛的姊姊                            | EAN 471060104249-6 （首刷附錄版）                                 |
| 6    | 2020年7月30日             | 第３９尾                  | 誰跟你魔法少女                                            | EAN 471060104249-6 （首刷附錄版）                                 |
| 6    | 2020年7月30日             | 最終尾                    | 絢櫻                                                      | EAN 471060104249-6 （首刷附錄版）                                 |
| 6    | 2020年7月30日             | 後日談                    | EPILOGUE                                                  | EAN 471060104249-6 （首刷附錄版）                                 |
| 6    | 202X年OO月XX日            | Tome 6                    | Don'T Call Me Magical Girl, I’m OOXX                      | ISBN                                                              |